# Lochtum
Lochtum [lɔχˌtum] ist ein Stadtteil der Kreisstadt Goslar des niedersächsischen Landkreises Goslar.

## Geographie

### Lage
Lochtum ist der östlichste Stadtteil der Stadt Goslar und 16 km von ihr entfernt an der Schamlah an der Ostgrenze Niedersachsens gelegen. Vor der Öffnung der innerdeutschen Grenze lag das Dorf nur wenige hundert Meter von dieser entfernt. Lochtum hat eine verkehrsgünstige Lage an der Bundesautobahn 36 und A 369.

### Nachbarorte
| Vienenburg                                           | Wiedelah                                    | Lüttgenrode, Wennerode |
| Goslar                                               | Kompassrose, die auf Nachbargemeinden zeigt | Abbenrode              |
| Bad Harzburg (Harlingerode, Westerode, Bettingerode) |                                             | Eckertal, Stapelburg   |

## Geschichte

### Lochtum

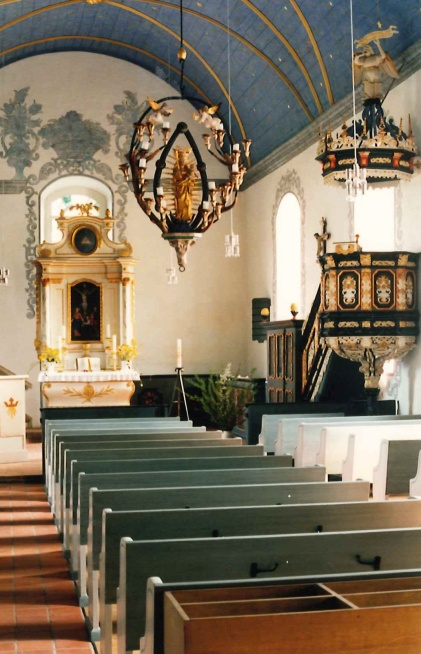
Kirche St. Maria zu Lochtum, Innenraum mit Altar, Kanzel und Marienleuchter

Lochtum wurde 1066 erstmals urkundlich erwähnt.
Erzbischof Adalbert I. von Bremen, Erzieher des noch jungen deutschen Königs Heinrich IV. und somit faktisch Regent des Reiches, musste auf dem Reichstag zu Tribur 1066 seinem Widersacher, dem Erzbischof Anno von Köln, zeitweilig weichen. Er zog sich vorübergehend auf sein Gut nach Lochtum zurück. Hier betete er wohl in der romanischen Marienkapelle, die in den 1930er Jahren abgebrochen wurde.
Vier Dinge zeugen von diesem Sakralbau:
- die Gasse Kapellenstieg
- vermutlich der Marienleuchter (heute in der Lochtumer Kirche)
- die Stundenglocke im Goslarer Stadtmuseum
- das Glöckchen im Lochtumer Wappen

Dieses Wappen besteht aus dem blauen Wappenschild mit goldener Lilie, deren Stiel in die besagte goldene Glocke übergeht.
Die Lilie wiederum entstammt dem Siegel Heinrich von Lochtum (damals Henricus de Locten) an einer im Goslarer Urkundenbuch verzeichneten Urkunde aus dem Jahre 1397.
Vermutlich benannte sich dieser Henricus nach dem Ort, aus dem er stammte, bzw. weil er einem ortsadeligen Geschlecht angehörte.
Als Wappenfarbe wählte der damalige Rat der Gemeinde Lochtum am 19. März 1965 die Wappenfarbe der Herren von König, die von 1482 bis 1866 in Lochtum nachgewiesen sind.

### Lütgen-Lochtum/Klein Lochtum
Das Vorwerk Lütgen-Lochtum (Klein Lochtum) lag nördlich in Richtung Vienenburg. Es wurde um 1096 gegründet, fiel 1641 wüst und war dem Kloster Ilsenburg zugehörig.
Die Dorfkirche wurde um 1820 auf Veranlassung des damaligen Superintendenten Haarmann abgebrochen, bis 1815 wurden dort Verstorbene aus Lochtum beerdigt.

### Eingemeindungen
Am 1. Juli 1972 wurde Lochtum in die Stadt Vienenburg eingegliedert.
Seit dem 1. Januar 2014 gehört Lochtum zur Stadt Goslar.

### Einwohnerentwicklung
| Entwicklung | Jahr                                                                           | Einwohner |
| --- | ------------------------------------------------------------------------------ | --------- |
| Die zur Anzeige dieser Grafik verwendete Erweiterung wurde dauerhaft deaktiviert. Wir arbeiten aktuell daran, diese und weitere betroffene Grafiken auf ein neues Format umzustellen. (Mehr dazu) | 2013                                                                           | 628       |
| Die zur Anzeige dieser Grafik verwendete Erweiterung wurde dauerhaft deaktiviert. Wir arbeiten aktuell daran, diese und weitere betroffene Grafiken auf ein neues Format umzustellen. (Mehr dazu) | 2016                                                                           | 621       |
| Die zur Anzeige dieser Grafik verwendete Erweiterung wurde dauerhaft deaktiviert. Wir arbeiten aktuell daran, diese und weitere betroffene Grafiken auf ein neues Format umzustellen. (Mehr dazu) | 2017                                                                           | 622       |
| Die zur Anzeige dieser Grafik verwendete Erweiterung wurde dauerhaft deaktiviert. Wir arbeiten aktuell daran, diese und weitere betroffene Grafiken auf ein neues Format umzustellen. (Mehr dazu) | 2018                                                                           | 602       |
| Die zur Anzeige dieser Grafik verwendete Erweiterung wurde dauerhaft deaktiviert. Wir arbeiten aktuell daran, diese und weitere betroffene Grafiken auf ein neues Format umzustellen. (Mehr dazu) | 2013 zum 7. Januar 2014, ansonsten jeweils zum 31. Dezember des Jahres Quelle: |           |

## Politik

### Stadtrat und Bürgermeister
Auf kommunaler Ebene wird Lochtum vom Stadtrat aus Goslar vertreten.

### Ortsvorsteher
Der Ortsvorsteher von Lochtum ist Manfred Dieber (SPD). Seine Amtszeit läuft von 2021 bis 2026.